# Neptis herculeana
Neptis herculeana är en fjärilsart som beskrevs av Adalbert Seitz 1908. Neptis herculeana ingår i släktet Neptis och familjen praktfjärilar. Inga underarter finns listade i Catalogue of Life.